# Питминстер
Питминстер (англ. Pitminster) — деревня, а также община в графстве Сомерсет, Англия. Расположена в о́круге Тонтон-Дин, на 6,4 километра южнее города Тонтон.
Население деревни составляет 956 человек. В общину также входят деревни Анджерсли, Блэдон или Блэдон-хилл, Паундисфорд. Деревня Блэдон называется Блэдон-хилл, чтобы можно было отличить от Блэдона в Северном Сомерсете.

## История
Название Питминстер — означает собор или главная церковь людей Пипа. В 938 году король Этельстан дал эти земли вместе с близлежащим селением Корф, как десятины, епископу Винчестера. В начале XIII века епископы создали Олений парк в приходе, который посетил король Иоанн в 1208 году.

## Управление
Приходской совет несёт ответственность за местные вопросы, включая установление ежегодных тарифов для покрытия эксплуатационных расходов и подготовки ежегодных отчетов для контроля со стороны общественности. Приходской совет оценивает планы местного населения, сотрудничает с местной полицией по вопросам преступности и безопасности движения. Роль приходского совета включает в себя инициирования проектов для обслуживания и ремонта объектов прихода, а также консультация с районным советом на техническое обслуживание, ремонта и совершенствования автомагистралей, дренажа, пешеходных дорожек, общественного транспорта и уличной очистки. Сохранение объектов, деревья и перечисленные здания а также экологические проблемы решаются местным советом. Деревня находится в юрисдикции округа Тонтон дин, который был создан 1 апреля 1974 года. По местным правительственным законам 1972 года деревня Питминстер была частью Тонтонского сельского района.
Районный совет отвечает за местное планирование и создание и эксплуатацию местных дорог, состояние местного жилья, окружающей среды, рынков и ярмарок, уборку улиц, состояние кладбищ и крематориев, центров досуга и туризма, а также местных парков.

## География
Поблизости от Питминстера находиться парк Аткомбе. Он располагается на площади 103 гектара. Является охраняемой законом территорией, так как там сохранились прекрасные экземпляры широколиственных видов деревьев.

## Достопримечательности
Питминстерский парк:
- на территории парка находиться барский дом построенный около 1550 года для Уильяма Хилла[4].

## Место отправление религиозных обрядов
Приход церкви Святого Андрея и святой Мэри был построен около 1300 года и является объектом I класса английского наследия XIV века. Церковь Святого Михаила в Питминстере также является памятником Английского наследия.

## Известные жители
Ричард Треад (1584—1669) и его сын Роберд Треад (1622—1710) — династия Американских политиков создавших королевскую хартию штата Коннектикута США, жившие в этой деревне.